# Рибарниците
Рибарниците е защитена местност в България. Намира се в землищата на Ветово и Цар Калоян.
Защитената местност е с площ 51,19 ha. Обявена е на 16 декември 1981 г. с цел опазване на местообитания на червен ангъч (Tadorna ferruginea). Защитената местност е в границите на защитената зона от Натура 2000 Ломовете.
В защитената местност се забраняват:
- ловуването;
- извършването на всякакво строителство;
- провеждане на минно-геоложки и други дейности, с които се изменя ландшафта.[1]